# Helophorus ledatus
Helophorus ledatus är en skalbaggsart som beskrevs av Armand D'Orchymont 1945. Helophorus ledatus ingår i släktet Helophorus och familjen halsrandbaggar. Inga underarter finns listade i Catalogue of Life.